# Перич, Иван
Ива́н Пе́рич (серб. Ivan Perić; 5 мая 1982, Приштина, СФРЮ) — сербско-казахстанский футболист, нападающий.

## Биография
Родился в Югославии в городе Приштина, края Косово и Метохия, в семье автослесаря Йовича Перич и домохозяйки Добрила Перич.
С детских лет Ваню привлекал футбол, его дядя, брат мамы, Аса Мишич, был вратарем в команде Хорватии, два старших брата Деян и Саша, также увлекались футболом в школьные годы. Дядя часто брал маленького Ваню на домашние и выездные игры. В 14 возрасте Ваня решил заняться футболом профессионально. Но, несмотря на большое увлечение футболом, Иван не забывал об учёбе. Он окончил школу круглым отличником, так же как и его старшие братья.
Уже в 15 лет его пригласили играть в команде юниоров за Сербию. Но война, между албанцами и сербами Косово и Сербией, прервала карьеру семнадцатилетнего Вани. О занятиях футболом речь тогда не шла. Трудно думать о любимом деле, когда вокруг тебя взрываются бомбы, идут бои и погибают люди. В тяжёлые времена, когда в Косово вошли войска НАТО, Ивана выручило знание английского языка. Он смог устроиться переводчиком и таким образом помочь своей семье.
В это же время произошли две судьбоносные встречи. Первая — с Жаном Тигана, который оценил яркую игру молодого нападающего. Тигана предложил уехать с ним в Фулхэм, но Ваню, не достигшего совершеннолетия, не отпустили родители. Второй решающей встречей для Перича становиться знакомство с известным политиком, который помогает всей семье Ивана переехать в Белград.

## Карьера
С 2002 года футбольная карьера Ивана снова пошла в гору, и молодой сербский нападающий смог показать себя в полной мере. Иван активно играл в таких командах, как «Обилич» и «Земун». В этих клубах старшие товарищи и тренеры помогают ему накопить опыт и отточить своё мастерство.
Однако Иван чувствовал, что способен на большее, ему хотелось полностью раскрыть свой талант на мировой футбольной арене. И поэтому, когда один из сербских футболистов, игравших на тот момент в «карагандинском Шахтёре» и знавший Перича, предложил Ивану попробовать себя в этом клубе, футболист с радостью согласился. В дебютном для себя сезоне в «карагандинском Шахтёре» Перич неплохо проявил себя, забив в 24-х матчах 11 мячей. После окончания сезона 2006 года, получил приглашение от «Арсенала». Там неплохо зарекомендовал себя забив в 19-ти матчах 6 голов, но полностью проявить себя Ивану помешали травмы. Сезон 2007—2007 провел в южнокорейском чемпионате. В основном известен по выступлениям за клубы казахстанской футбольной премьер-лиги. В 2008 году вернулся в «карагандинский Шахтёр», где за два года в 45-ти матчах отличился 22-мя забитыми мячами. В 2010 году перешёл в «талдыкурганский Жетысу», сыграв в нём несколько матчей получил приглашение от многократного чемпиона Казахстана «Актобе». В составе этого клуба играл в квалификации Лиги чемпионов УЕФА и Лиги Европы УЕФА. Показал себя как мощный и фактурный нападающий, отлично проведя концовку чемпионата. В межсезонье тренерский штаб «Актобе» поставил задачу подписать иностранного футболиста высокого класса в полузащиту и был вынужден проститься с Перичем, так как он попадал под лимит на легионеров. Через несколько месяцев Перичу поступило предложение от «Ордабасы», игрок принял предложение и с 2011 года будет защищать цвета этого клуба. В дозоявочный период Перич подписал контракт в качестве свободного агента с кызылординским «Кайсаром».
С 2012 года выступает за футбольный клуб «Тараз». В первом игре за ФК «Тараз» Иван Перич забил мяч в ворота «Астаны».